# Szilágyi János (festő, 1954)
Szilágyi János (Vésztő, 1954. január 13. −) magyar grafikus és festőművész.

## Élete
1954. január 13-án született Vésztőn, Békés megyében. 30  éves koráig szülőfalujában élt, és ott dolgozott az építőiparban. Munka mellett tanult, rajzolt, festett. Egy alkotótáborban fedezték fel a tehetségét, és bíztatták, hogy tanuljon tovább. Budapestre költözött, 1985 és 1990 között a Magyar Képzőművészeti Főiskola hallgatója volt. Képgrafika, illetve sokszorosító grafika szakon végzett, de már ebben az időszakban festett is. Tanárai voltak: Raszler Károly, Kocsis Imre és Rozanits Tibor. Művészeti rajz, ábrázoló geometria, valamint művészettörténet középiskolai tanári diplomát szerzett. Az Egyetemi és Főiskolai Napok 1986 pályázaton II. díjat nyert. Szegeden országos kisgrafikai kiállításon és pályázaton a JATE díját érdemelte ki (1988).
Az 1990-es évek eleje óta rendszeresen részt vesz országos tárlatokon, kiállításokon (Eger Akvarell Triennálék, Salgótarján Országos Rajz Triennálék, Szegedi Nyári Tárlat, Táblakép
Festészeti Biennálé). 2007-ben a Munkácsy Mihály emlékévben országos pályázaton III. díjat nyert.
2006 óta képzőművészeti, szakkört vezet az Eötvös 10-ben, a Spiritusz Képzőművészeti Alkotócsoport vezetője. Törökbálinton 2007 óta gyerekeknek vezetett képzőművészeti szakkört 11 évig. 2018-ban az Élő Magyar Festészet kiállításon a Magyar Festészet Napja rendezvényen a Magyar Művészeti Akadémia (középgeneráció) díját nyerte.
2019-ben Szlovéniában részt vett egy meghívásos nemzetközi művésztelepen. Európa több országában járt tanulmányúton, Olaszországban és Hollandiában önálló
kiállítása volt. Munkáiban az emberi kiszolgáltatottság és az ember egyik legfájdalmasabb
érzése, a „szégyen” jelenik meg, mint program és tematika. Sorozatokban gondolkodik, az emberi és állati átváltozások, arcvesztések (Metamorfózis) vizuális ábrázolása izgatja a legjobban, mert ezek egyetemes, örök érzések és mindenkit érintenek. Tagja a Magyar Alkotóművészek Országos Egyesületének (MAOE), a Magyar Grafikusművészek Szövetségének, és a Magyar Vízfestők Társaságának.

## Válogatott egyéni kiállítások
- 1989: Magyar Képzőművészeti Főiskola / Egyetem  Barcsay-terem (Breznay Andrással, Kovács Keve Jánossal és Kácser Lászlóval)
- 1993: Piazza Cima Oratorio dell; Assunta,  Olaszország, Conegliano
- 1997: Kossuth Klub, Budapest
- 1999: Inkognitó 39; Torony Galéria, Budapest
- 2000: Sztoa’ Torony Galéria, Budapest
- 2001: Okker’ Duna Galéria, Budapest
- 2001: Tremendum39; Torony Galéria, Budapest
- 2001: Kódex 39; Meander Galéria, Budapest
- 2002: Meander Galéria, Budapest
- 2004: Fraktál Galéria, Budapest
- 2007: YBL Palota Művészeti Központ, Budapest / Pesti Lámpás Étterem és Kávéház, Budapest
- 2008: József Attila Művelődési Központ, Angyalföld
- 2009: Újlipótvárosi Klub-Galéria
- 2010: Galerie Ariana, Hollandia, Hága
- 2012: Munkácsy Mihály Művelődési Ház, Törökbálint
- 2019: Obligát; Eötvös 10 Galéria, Budapest

## Válogatott csoportos kiállítások
- 1994 óta rendszeresen részt vesz országos tárlatokon: Egerben, Salgótarjánban, Esztergomban, Debrecenben.
- 1996: Különös nyomatok; Vigadó Galéria, Budapest
- 1997: Magyar Szalon, Műcsarnok, Budapest
- 2000: Dialógus Festészet, Műcsarnok, Budapest
- 2001: Belső táj, Vigadó Galéria, Budapest
- 2017: Élő Magyar Festészet, A Festészet Napja
- 2018: Élő Magyar Festészet, A Festészet  Napja; Eger
- 2019: Élő Magyar Festészet, Budapest
- 2020: A művésztelep kiállítása, Szlovénia
- 2020: Élő Magyar Festészet, Szolnok
- 2021: Élő Magyar Festészet, Szolnok
- 2022: Élő Magyar Festészet, Szolnok

## Díjak, elismerések
- Alkotó Ifjúság pályázat – miniszteri dicséret (1975)
- Országos Filmplakát pályázat: II. díj (1980)
- Egyetemi Főiskolai Napok: II. díj (1986)
- Országos Kisgrafikai kiállítás, Szeged, a JATE díja (1988)
- Munkácsy Mihály emlékpályázat: III. díj (2007)
- Élő Magyar Festészet, a Magyar Művészeti Akadémia díja (2018)